# Pueblo Nuevo, Sonora
Pueblo Nuevo är en ort i Mexiko.   Den ligger i kommunen Trincheras och delstaten Sonora, i den nordvästra delen av landet, 1 800 km nordväst om huvudstaden Mexico City. Pueblo Nuevo ligger 587 meter över havet och antalet invånare är 304.
Terrängen runt Pueblo Nuevo är huvudsakligen platt, men åt sydväst är den kuperad.  Trakten runt Pueblo Nuevo är nära nog obefolkad, med mindre än två invånare per kvadratkilometer. Pueblo Nuevo är det största samhället i trakten. Omgivningarna runt Pueblo Nuevo är i huvudsak ett öppet busklandskap.